# 動物園仮説
動物園仮説（どうぶつえんかせつ、英: zoo hypothesis）とは地球外知性の実在に関する仮説の一つである。「保護区仮説」とも呼ばれる。

## 概要
人類以外の知的生命体の存在について、「もし恒星間航行を可能とする宇宙人がいるなら、なぜこの地球にやって来ないのか？」という疑問（フェルミのパラドックス）が提示されており、これに対してはいくつもの解釈が提示されているが、
- 宇宙人は地球人の存在を既に知っているが、地球人に干渉しないために自分たちの存在を隠している
- 地球を含む宙域は保護区指定されており、宇宙人が自由に立ち入ることはできなくなっている

等という仮説が存在する。概念自体は古くから存在した説だが、1973年にハーバード大学のボールが発表した論文 “The Zoo Hypothesis” によって「動物園仮説」という名称が定着した。地球は宇宙人から見れば動物園のような観察対象に過ぎないという意味である。
宇宙人が地球人に干渉しない理由としては、「あまりに文明のレベルに差がありすぎるため地球に混乱を与えないため」、「地球の文明の自力での発展を妨げないため」といった解釈が一般的ではあるが、宇宙人の思考内容が地球人に理解できるか不明である以上、理由はいくらでもつけることが可能であろう。
反証可能性のない理論であるため、現実世界においては思考実験以上にはなりえない仮説であるが、サイエンス・フィクションの世界においては、ファーストコンタクト物のバリエーションの一つとしてしばしば題材とされている。作品によっては動物園仮説の設定とは逆に、主人公が高度文明の側となり、遅れた異星の文明との接触を禁止されるパターンも多い。
他に、「タイムトラベルが可能なら、なぜ未来からの旅行者が存在しないのか」という主張に対する反論として用いられることもある。この場合、干渉を避ける理由としてはタイムパラドックスの回避が考えられる。

## フィクションにおける例
| 作品名                   | 概要 |
| ------------------------ | --- |
| 2001年宇宙の旅           | 月面上で発見された謎の石板モノリスは、地球人が宇宙へ旅立つまで進化したことを太陽系外文明に伝達するための通報装置だった。それ以前に「前哨」という作品でクラークは同じテーマを扱っている。 |
| ARIEL                    | 銀河帝国の侵略企業ゲドー社による地球侵略を描く本作では、ゲドー社は銀河帝国に未編入の地球人に慣性制御、超光速機関などオーバーテクノロジーを授与することは禁止されている。 |
| おねがい☆ティーチャー    | ヒロイン・風見みずほは銀河連盟から派遣された辺境惑星の駐在監視員であり、その秘密を守るために主人公の草薙桂と結婚する。終盤では彼女の行動が銀河連盟で問題視され、桂をはじめ彼女に関わった人々の記憶が消去される。 |
| 機甲界ガリアン           | イラスタント銀河高度文明連合は惑星アーストにおいて、第一次文明崩壊後に復興した文明に対する干渉を「非干渉原則」として禁止していたが、惑星ランプレートを追放されたマーダルは、その禁忌を破りアースト先史文明の遺産である機甲兵を武器としてアースト征服に乗り出す。 |
| 銀河鉄道999              | 星野鉄郎とメーテルが、999号で地球によく似た外観を持つ惑星「明日の星」という惑星に到着する。この惑星の文明レベルは昭和30年代の地球くらいであり、銀河鉄道のことは公にしてはいけないため鉄郎たちは明日の星の住人たちに銀河鉄道でこの星にやってきたことを伏せていた。また999号は夜にひっそりと停車し、この星ではまだ蒸気機関車が現役であることから999号はその外観をカモフラージュとして利用している。 |
| スターオーシャンシリーズ | 「未開惑星保護条約」によって、知的生命体が独自に宇宙へ進出する文明レベルにない惑星への干渉が禁じられている。 |
| スタートレック           | 惑星連邦の宇宙艦隊は、文明の発展を妨げないために「艦隊の誓い」という規則で、自力でワープ航法を開発していない種族への干渉を禁止している。地球人も2063年に初のワープに成功したことで、初めてヴァルカン人のコンタクトを受けた。 |
| ゼイラム                 | 異星の賞金稼ぎ・イリアとボブが逃亡した生物兵器「ゼイラム」を追って地球を訪れる。地球の文明レベルから、いかなる活動の痕跡を残すことも禁じられていたため、「ゾーン」と呼ばれる疑似空間にゼイラムを誘い込もうとするが、誤って二人の電気工事員が巻き込まれる。 |